# CD Olmedo
Centro Deportivo Olmedo – ekwadorski klub piłkarski z siedzibą w mieście Riobamba.

## Historia
Klub założony został 11 listopada 1919 roku i gra obecnie w pierwszej lidze ekwadorskiej Primera división ecuatoriana.

## Osiągnięcia

### Krajowe
- Serie A

| zwycięstwo (1):     | 2000 |
| drugie miejsce (1): | 2004 |